# Whitney Point
Whitney Point är en udde i Antarktis. Den ligger i Östantarktis. Australien gör anspråk på området.
Terrängen inåt land är varierad. Havet är nära Whitney Point åt nordväst. Trakten är glest befolkad. Närmaste befolkade plats är Casey Station, 3,6 kilometer söder om Whitney Point. 